# Karl Roskam

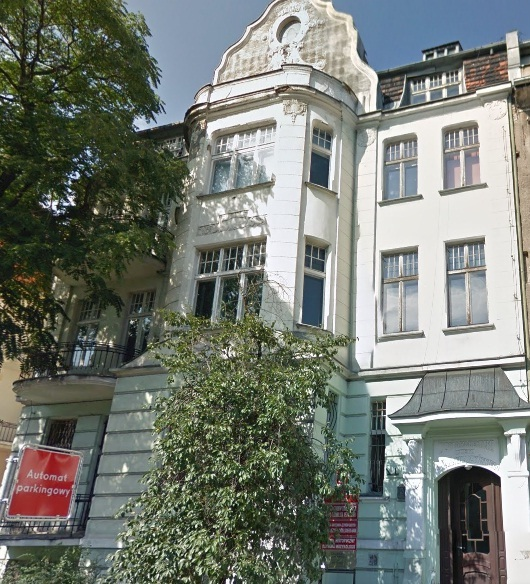
Kamienica przy ul. Słowackiego 20 zaprojektowana przez Karla Roskama wraz z Paulem Lindnerem

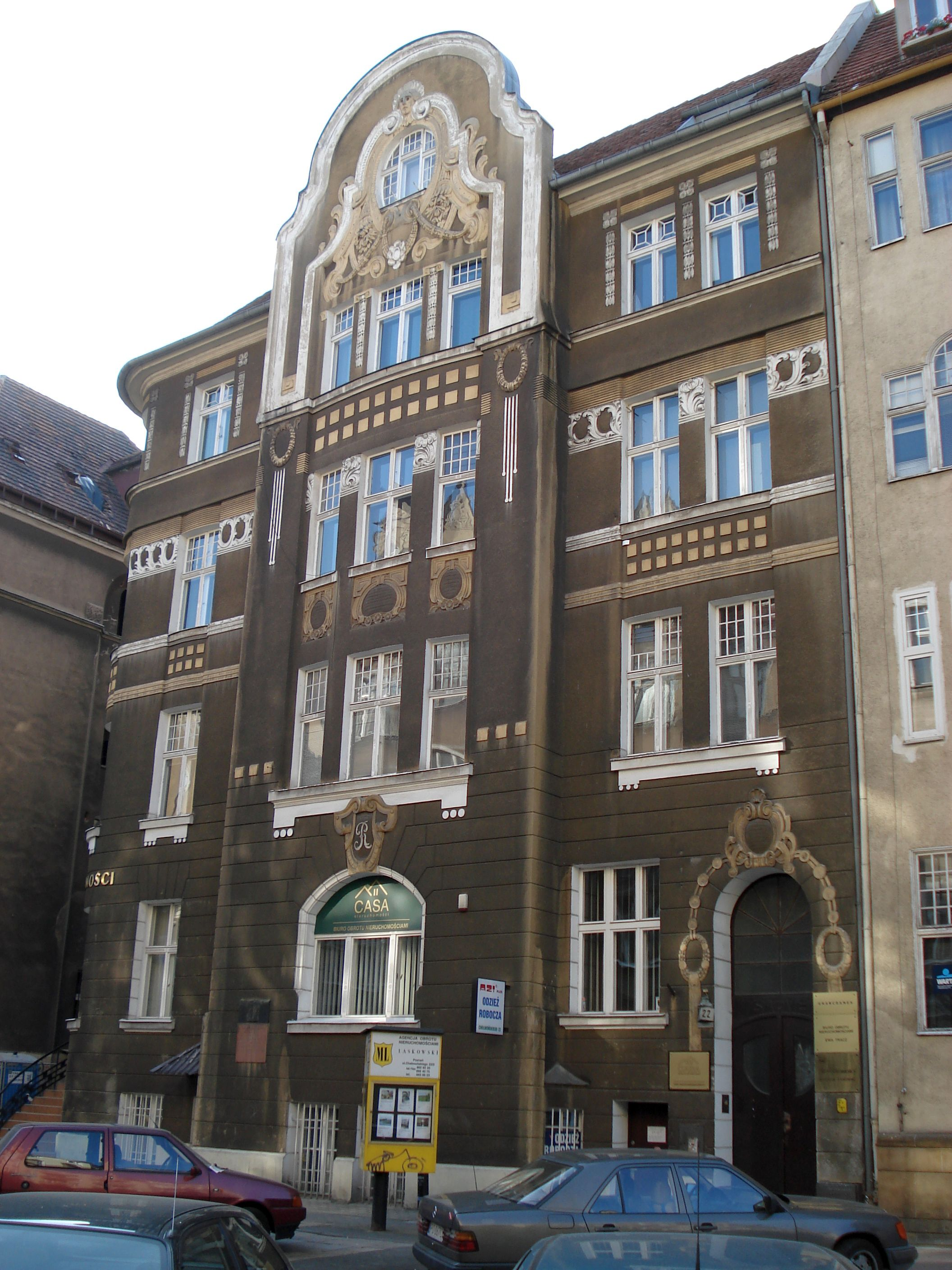
Kamienica przy ul. Chełmońskiego 22 zaprojektowana przez Karla Roskama

Karl Roskam – architekt i budowniczy.

## Projekty i realizacje
Obiekty, które zaprojektował w Poznaniu to:
- zespół rezydencji na Jeżycach w Poznaniu:
  - kamienica przy ul. Słowackiego 20 (1902, wraz z Paulem Lindnerem)[1],
  - kamienica przy ul. Słowackiego 22 (1902, wraz z Paulem Lindnerem)[2],
  - kamienica przy ul. Hohenzollernów[3] 28 (1905, wraz z Paulem Lindnerem),
  - kamienica przy ul. Hohenzollernów[3] 29 (wraz z Paulem Lindnerem),
  - kamienica przy ul. Hohenzollernów[3] 30 (1905, wraz z Paulem Lindnerem),
  - kamienica przy ul. Hohenzollernów[3] 32 (ok. 1903–1908, wraz z Paulem Lindnerem),
  - kamienica przy ul. Hohenzollernów[3] 34 (ok. 1903–1908, wraz z Paulem Lindnerem),
- kamienica przy ul. Helmholza[4] 22 (1905–1906),
- kamienice przy ul. Grochowe Łąki.

## Życie prywatne
Żonaty z Martą Göldner (ślub 20 lutego 1900).